# Chlorid samarnatý
Chlorid samarnatý je anorganická sloučenina s chemickým vzorcem SmCl2.

## Příprava
Chlorid samarnatý lze připravit redukcí chloridu samaritého kovovým samariem ve vakuu při teplotě 800 °C až 900 °C, nebo vodíkem při teplotě 350 °C:
2 SmCl3 + Sm → 3 SmCl2
2 SmCl3 + H2 → 2 SmCl2 + 2 HCl
Chlorid samarnatý lze také připravit redukcí chloridu samaritého naftalenidem lithným v tetrahydrofuranu:
SmCl3 + Li → SmCl2 + LiCl
Redukci je možné provést i kovovým lithiem nebo sodíkem v zatavené křemenné trubici při teplotě 900 °C (Li) nebo 800 °C (Na).
Je také možné jej vyrobit redukcí chloridu samaritého zinkem v tavenině chloridu zinečnatého při teplotě 500 °C.

## Vlastnosti
Chlorid samarnatý je tmavě hnědá pevná látka. Je silně hygroskopický a lze ji skladovat a manipulovat s ní pod vysušeným inertním plynem nebo ve vysokém vakuu. Na vzduchu nebo při styku s vodou se pohlcováním vlhkosti přeměňuje na hydráty, které jsou však nestabilní a rozkládají se za vývoje vodíku a vzniku chloridů-oxidů. Chlorid samarnatý krystalizuje v ortorombické soustavě, typu chloridu olovnatého (cotunnitu), s prostorovou grupou Pnma (číslo 62) a parametry mřížky a = 900,9 pm, b = 756,2 pm, c = 450,7 pm. Při teplotě nad 680 °C krystalizuje v kubické soustavě.